# Ilay den Boer

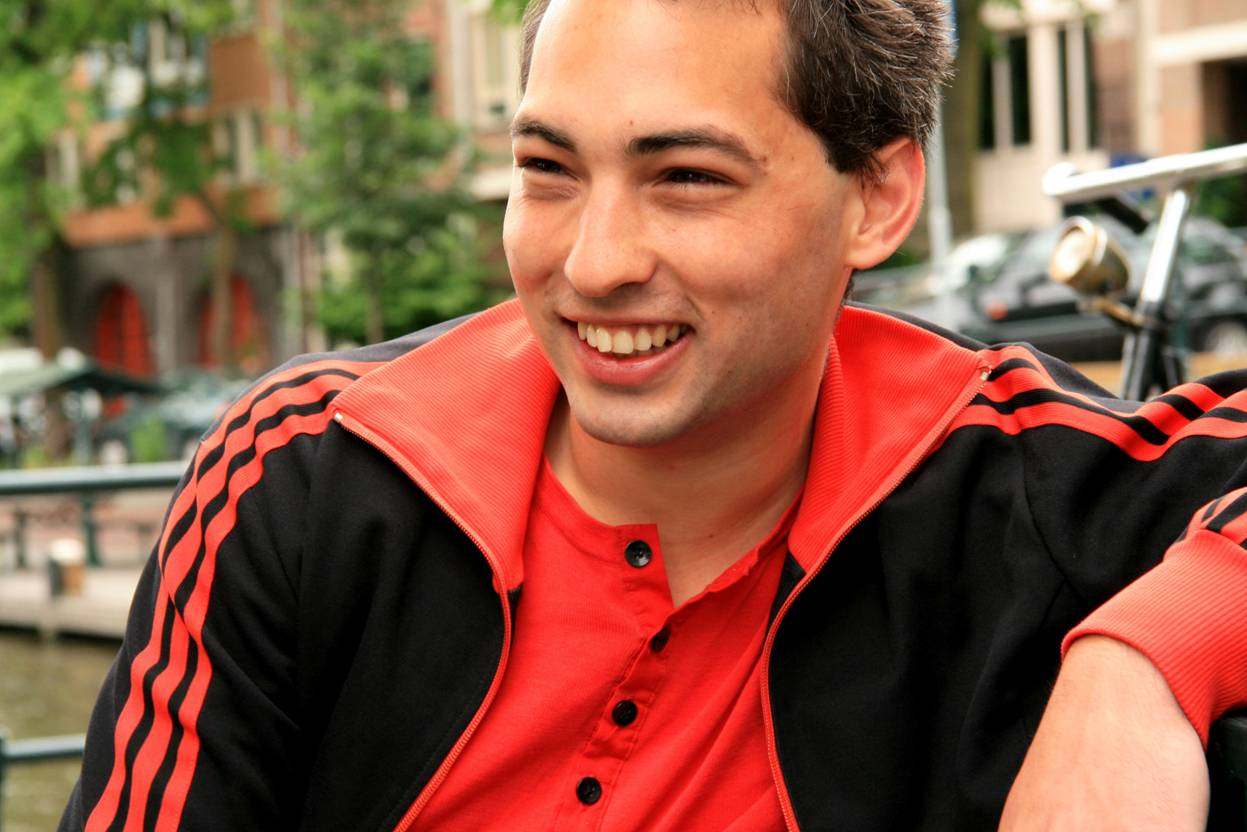
Ilay den Boer

Ilay den Boer (Jeruzalem, 18 april 1986) is een Nederlandse theatermaker en artistiek leider.      

## Biografie
Ilay den Boer is theatermaker. Hij werd geboren in Jeruzalem en groeide vanaf zijn derde op in Dordrecht en Zwijndrecht. Hij doorliep de middelbare school Stek in Dordrecht. Hij studeerde tussen 2005 en 2007 aan de Amsterdamse Hogeschool voor de Kunsten. Na zijn opleiding maakte hij verschillende voorstellingen en ontwikkelde hij samen met dramaturg Maya Arad Yasur een eigen en persoonlijke signatuur binnen het Nederlandse theater. Zijn voorstellingen zijn documentair: ze baseren zich op persoonlijke ervaringen en verhouden zich  tot de maatschappelijke actualiteit. Zo werkte Ilay den Boer o.a. bij een AZC en Het Leger des Heils om geïnspireerd op deze ervaringen theater te maken. In het verleden maakte Ilay den Boer de succesvolle reeks Het Beloofde Feest over zijn geboorteland Israël. De reeks speelde in binnen- en buitenland en ontving vele prijzen.

## TG Ilay
TG Ilay werd in 2011 opgericht door theatermaker Ilay den Boer (1986) en zakelijk leider Denise Harleman (1986). De voorstellingen van TG Ilay zijn documentair: ze baseren zich op persoonlijke ervaringen en verhouden zich tot de maatschappelijke actualiteit. Doel van de projecten en werkwijze is om tot in de haarvaten van een onderwerp terecht te komen, maatschappelijke impact te hebben op het onderwerp. Maar bovenal een doorvoeld beeld te schetsen dat recht doet aan een complexe maatschappij.

## Het Beloofde Feest
Van 2008 tot 2013 maakte Ilay den Boer de zesdelige reeks voorstellingen Het Beloofde Feest. In deze reeks ging hij via persoonlijke familieportretten op zoek naar de betekenis van zijn geboorteland Israël. Hij toonde met Het Beloofde Feest zes totaal uiteenlopende perspectieven op de complexe situatie in Israël. Dit deed hij door achtereenvolgens voorstellingen te maken over zijn moeder, zijn oma, zijn vader, zijn opa, zijn broertje en zichzelf. De verhalen van zijn familieleden stonden inhoudelijk haaks op elkaar en gaven daardoor telkens een nieuw inzicht en perspectief in de situatie in Israël.
In 2011 en 2012 initieerde hij tweemaal in samenwerking met het Theater Frascati en De Rotterdamse Schouwburg het festival De Week van de Belofte, waarin alle voorstellingen uit de reeks Het Beloofde Feest en aanverwant werk te zien waren. De voorstellingen uit Het Beloofde Feest waren te zien in Nederland, België, Frankrijk, Zwitserland, Duitsland, Bosnië, Oostenrijk en Liechtenstein.

## Boek
In 2018 bracht Uitgeverij Meulenhoff het boek Het Beloofde Feest uit waar Ilay den Boer samen met schrijver Jurjen Sytsma aan werkte. "Een prachtig verhaal over een Joodse jongen op zoek naar zijn identiteit, een literaire memoir die ontroert en confronteert. Den Boer beschrijft een jeugd gevangen tussen twee culturen: Nederland en Israël."

## Theater & Maatschappij: De Acteerschool Rotterdam
Van 2014 tot 2017 was Ilay den Boer artistiek leider van de HBO opleiding Theater & Maatschappij: De Acteerschool Rotterdam.

## Salomonsoordeel
Hij verrichtte onderzoek in een asielzoekerscentrum voor voorstellingen van Adelheid Roosen. Aangezien hij de procedures zelf niet kon doorgronden, verzocht hij enige tijd te komen werken als hoor- en beslismedewerker van de Immigratie- en Naturalisatiedienst (IND, 2020-2021). Hij interviewde en beoordeelde asielzoekers en was ook aanwezig bij de Rechtbank in Amsterdam als een/zijn negatief advies werd besproken. Het leidde tot voorstellingen onder de titel Salomonsoordeel (2021-2022). In 2022 kreeg hij daarvoor de regieprijs tijdens het Nederlands Theaterfestival; de prijs voor meest indrukwekkende theatervoorstelling van seizoen 2021/2022 en bestond uit een zwarte regisseursstoel. Bovendien werd de voorstelling door de IND ingezet tijdens het opleidingstraject voor nieuwe ambtenaren.

## Prijzen
- Regieprijs 2022 voor de meest indrukwekkende voorstelling van seizoen 2021/2022 voor Salomonsoordeel.
- Zilveren Krekel 2012 in de categorie ‘meest indrukwekkende jeugdproductie’ 2012 voor Zoek het lekker zelf uit!.
- BNG Nieuwe theatermakers prijs 2011 voor de voorstelling Dit is mijn vader.
- Charlotte Köhler-theaterprijzen 2011 door het Prins Bernhard Cultuurfonds.
- Blind Date publieksprijs 2011 voorde voorstelling Dit is mijn vader.
- Publieksprijs 2011 van Theaterfestival Karavaan voor de voorstelling Janken en Schieten.

## Selecties
- Salomonsoordeel werd geselecteerd voor de officiële juryselectie van Het Theaterfestival Nederland 2022.
- Dit is mijn vader werd geselecteerd voor de officiële juryselectie van Het Theaterfestival Nederland 2010.
- Eet Smakelijk werd geselecteerd voor de officiële juryselectie van Het Theaterfestival Vlaanderen 2009.
- Dit is mijn vader werd geselecteerd voor Blind Date – nieuwe theatermakers on tour 2010/2011.
- De Volkskrant plaatste Dit is mijn vader in het seizoen 2009/2010 in hun top 10 beste voorstellingen.
- NRC Handelsblad plaatste Dit is mijn vader in het seizoen 2009/2010 in hun top 5 beste voorstellingen.
- Ilay den Boer werd eind 2010 door Time Out Amsterdam gekozen als 1 van de 50 meest veroorzakende kunstenaars in Amsterdam.

## Voorstellingen
- Salomonsoordeel (2020-2023) - TG Ilay / Het Zuidelijk Toneel / Likeminds - Concept, Spel en Regie
- En dus zal ik weer gaan (2018-2019) - TG Ilay / Theater Bellevue / Schouwburg Kunstmin / Adelheid&Zina / Likeminds - Concept en Regie
- WijkSafari AZC (2018) - Adelheid&Zina - Regie en Spel
- WijkSafari maakt School (2017) - Adelheid&Zina / AHK - Artistiek team
- Glorie (2015) - Theaterfestival De Parade - Concept en Regie
- De laatste doet het licht uit (2014) - Afstudeervoorstelling Amsterdamse Toneelschool&Kleinkunst Academie - Regie
- Entscheide Selbst (2013) - TG Ilay - Concept, spel en regie
- De laatste dans (2013) - TG Ilay - Concept en regie
- Broer (2012-2013) - TG Ilay - Concept, spel en regie
- Zoek het lekker zelf uit! (2011-2013) - Het Huis van Bourgondië en Het Lab Utrecht - Concept, spel en regie
- Ceci est mon pere (2010-2012) - Het Huis van Bourgondië en Keesen&Co - Concept, spel en regie
- Dit is mijn vader (2009-2012) - Het Huis van Bourgondië - Concept, spel en regie
- Bon Appetit (2009-2010) - Het Huis van Bourgondië en detheatermaker - Concept, spel en regie
- Janken en Schieten (2009-2012) - Het Huis van Bourgondië en Over het IJ festival - Concept, spel en regie
- Eet Smakelijk (2008-2013) - Het Huis van Bourgondië en detheatermaker - Concept, spel en regie
- Af (2007) - Over het IJ Festival - Concept en spel

## Overige
Ilay den Boer speelt en regisseert niet alleen zijn eigen werk. Hij is daarnaast cultureel ondernemer, geeft les op toneelscholen, schrijft, organiseert festivals en maakt lichtontwerpen:
- Sinds 2017 is Ilay den Boer jurylid van de Impulsgeldenregeling van de BKKC.
- Hij geeft incidenteel les op verschillende toneelscholen, waaronder de Amsterdamse Toneelschool & Kleinkunstacademie, Codarts en de Akademie für Darstellende Kunst in Baden-Württemberg, Duitsland.
- In 2012 opende hij het theaterseizoen door in de Stadsschouwburg Amsterdam De Staat van het Theater uit te spreken, waarin hij opriep tot een nieuwe vorm van maatschappelijke betrokkenheid vanuit de kunstensector.
- In 2012 ging de documentaire De appel valt in première op Nederland 2. Een documentaire over het werk en de familie van Ilay den Boer.
- Van 2007 t/m 2008 zat hij in de redactie van wiewatwaarwoensdag die nagesprekken bij voorstellingen in Theater Frascati en Vlaams Cultuurhuis De Brakke Grond organiseerde.
- Hij programmeerde in 2008 het festival Confronting Cultures. Een festival op de NDSM-Werf Amsterdam waar Israëlische kunstenaars hun werk toonden.
- Hij speelde een aantal gastrollen in series als Overspel, Flikken Maastricht en films als Joy en 40.
- Voor verschillende regisseurs (o.a. Lucas De Man en Dick Hauser) maakte hij lichtontwerpen.
- Van 2005 tot 2009 deed Ilay den Boer de productie en techniek voor verschillende theaterproducties.